# Музеї Санкт-Петербурга
Список музеїв Санкт-Петербурга:
У Санкт-Петербурзі існує понад 200 музеїв та їхніх філій.
До списку включені більшість загальнодоступних музеїв Санкт-Петербурга (крім вузьковідомчих музеїв з історії підприємств, навчальних закладів, військових частин та громадських організацій).
Саме в Санкт-Петербурзі вперше в Росії відкрилися публічні музеї. З 1702 року були видані укази Імператора Петра Ι про збирання та зберіганні моделей та різних рідкісних предметів. 1714 року засновано перший державний загальнодоступний музей — Кунсткамера, до складу якої увійшли «Кунскабінет» (перший художній музей Росії) і «Мюнскабінет» (перший нумізматичний музей).

## Художні музеї
| Назва                                                                                             | Місцезнаходження                                         | Рік заснування | Короткий опис | Зображення |
| ------------------------------------------------------------------------------------------------- | -------------------------------------------------------- | -------------- | --- | ---------- |
| Державний Ермітаж                                                                                 | Палацова площа, 2                                        | 1764           | Експозиція музею показує розвиток світового мистецтва з кам'яної доби до кінця XX століття |            |
| Зимовий палац Петра I (філія Державного Ермітажу)                                                 | Палацова набережна, 32                                   | 1992           | Унікальна архітектурно-меморіальна пам'ятка першої чверті XVIII століття під Ермітажний театром |            |
| Меншиковський палац (філія Державного Ермітажу)                                                   | Університетська набережна, 15                            | 1981           | До експозиції входять твори мистецтва, предмети побуту петровської епохи із зібрання Ермітажу. |            |
| Музей Імператорського порцелянового заводу (філія Державного Ермітажу)                            | проспект Обухівської оборони, 151                        | 2003           | Етапи розвитку першого російського порцелянового підприємства |            |
| Східне крило будівлі Головного штабу (філія Державного Ермітажу)                                  | Палацова площа, 6                                        | 2010           | Експозиція перебуває в стадії оформлення. |            |
| Державний Російський музей                                                                        | Інженерна вулиця, 4                                      | 1898           | Експозиція охоплює всі історичні періоди й тенденції розвитку російської мистецтва, всі його основні види й жанри, напрями та школи з Х до XXI століття                                                                            |            |
| Мармуровий палац (філія Державного Російського музею)                                             | Мільйонна вулиця, 5 / 1                                  | 1995           | Розгорнуто постійні експозиції — «Музей Людвіга в Російському музеї», «Колекція петербурзьких збирачів братів Ржевських» |            |
| Інженерний (Михайлівський) замок (філія Державного Російського музею)                             | Садова вулиця, 2                                         | 1991           | Розгорнуто постійні експозиції — «Історія замку і його мешканців», «Античні сюжети в російській мистецтві» і "Епоха Ренесансу в творчості російських художників "                                                                  |            |
| Строгановський палац (філія Державного Російського музею)                                         | Невський проспект, 17                                    | 2003           | Експозиція «Сімейні реліквії і внески роду Строганових в російські храми», також експонується унікальна колекція мінералів роду Строганових                                                                                        |            |
| Літній сад (філія Державного Російського музею)                                                   | острів Літній сад                                        | 1704           | З колекцією скульптури та Літній палац Петра I, як перша імператорська річна резиденція |            |
| Державний музей міської скульптури                                                                | Невський проспект, 179 / 2 «А»                           | 1939           | Основна експозиція музею — некрополі Олександро-Невської лаври і Благовіщенська усипальниця, в якій поховано багато членів царської родини й високопосадовці того часу. Найвідоміша могила А. В. Суворова.                         |            |
| Науково-дослідний музей Російської академії мистецтв                                              | Університетська набережна, 17                            | 1757           | Збірка малюнків, гравюр, картин російських і західноєвропейських майстрів, а також зліпків з творів античної та західноєвропейської скульптури, які служили моделями для малювання в класах «гіпсових голів» та «гіпсових фігур».  |            |
| Музей-квартира І. І. Бродського (філія Музею Російської академії мистецтв)                        | площа Мистецтв, 3                                        | 1949           | В експозиції представлена колекція російських художників, зібрана І. Бродським, та роботи самого художника |            |
| Музей-садиба Рєпіна «Пенати» (філія Музею Російської академії мистецтв)                           | селище Рєпіно, Приморське шосе, 411                      | 1940           | В експозиції можна побачити особисті речі художника, його картини й малюнки, твори сина — Юрія та роботи інших російських живописців                                                                                               |            |
| Музей-садиба П. П. Чистякова (філія Музею Російської академії мистецтв)                           | Пушкін, Московське шосе, 23                              | 1987           | Експозиція знайомить з творчою і педагогічною діяльністю художника, який був учителем найвидатніших майстрів російського мистецтва межі XIX-XX століття                                                                            |            |
| Музей-квартира А. І. Куїнджі (філія Музею Російської академії мистецтв)                           | Біржовий провулок, 1 / 10, квартира 11                   | 1992           | Експозиція відтворює атмосферу, довгі роки оточувала українського майстра краєвиду. |            |
| Єлагіноостровський палац-музей декоративно-вжиткового мистецтва та інтер'єру XVIII—XXI століть    | Єлагін острів                                            | 1918           | У залах першого і другого поверхів експозиції декоративно-вжиткового мистецтва та інтер'єру XVIII-XXI століття ів |            |
| Арт-центр «Пушкінська, 10»                                                                        | Пушкінська вулиця, 10 (вхід з Ліговському проспекту, 53) | 1989           | Відвідувачі можуть познайомитися з сучасним мистецтвом, отримати інформацію з історії пітерського андеграунду. Музей нонконформістського мистецтва, Музей Нової Академії образотворчих мистецтв, велика кількість художніх галерей |            |
| Музей сучасного мистецтва Ерарта                                                                  | Васильєвський острів, 29-я лінія, 2                      | 2010           | Живопис, графіка, скульптура, інсталяції та інші види сучасного образотворчого мистецтва |            |
| Новий музей                                                                                       | Васильєвський острів, 6-та лінія, 29                     | 2010           | Музей створений на основі приватної колекції Аслана Чехоева. В експозиції — твори класиків нонконформістського мистецтва радянського періоду й сучасне російське мистецтво                                                         |            |
| Музей прикладного мистецтва Санкт-Петербурзької державної художньої академії імені О. Л. Штігліца | Соляний провулок, 13-15                                  | 1878           | У колекціях музею представлені зразки російського, західноєвропейського, радянського вжиткового мистецтва |            |
| Галерея «Петербурзький центр мистецтв»                                                            | площа Праці, 3                                           | 2010           | Експозиція орієнтована на майстерність і популярність її експонентів, що представляють традиційну школу живопису і види сучасного образотворчого мистецтва                                                                         |            |
| Музей «Царскосельская колекція»                                                                   | Пушкін, Магазейн вулиця, 40                              | 1991           | Музей сучасного традиційного мистецтва, що включає твори провідних майстрів живописно-пластичного реалізму різних шкіл і напрямків, починаючи з 1910-х років дотепер.                                                              |            |
| Галерея мистецтв KGallery                                                                         | Набережна річки Фонтанки, 24                             | 2003           | Головний напрямок діяльності галереї — образотворче мистецтво початку 1930-х — кінця 1970-х років |            |
| Галерея сучасної скульптури і пластики                                                            | вулиця Маршала Тухачевського, 27 / 2                     | 2009           | Галерея, яка знайомить публіку з мистецтвом сучасної скульптури і пластики. |            |
| Галерея «Д137»                                                                                    | Невський проспект, 90, квартира 9                        | 1996           | Галерея представляє твори живопису, графіки, скульптури і фотографії відомих сучасних художників. |            |
| Музейно-виставковий центр «Петербурзький художник»                                                | набережна річки Мойки, 100                               | 2005           | Експозиція розповідає про творчість художників реалістичного напряму від другої половини XX століття й до наших днів |            |
| Борей Арт Центр                                                                                   | Літєйний проспект, 58                                    | 1991           | Крім живопису та графіки, в галереї можна побачити театральні дійства, дизайн оформлювальний, театральний, інтер'єрний. У залах виставляються роботи Митьков та інших некомерційних художників.                                    |            |
| Музей петербурзького авангарду (філія Державного музею історії Санкт-Петербурга)                  | вулиця Професора Попова, 10                              | 2006           | Музей демонструє основні етапи становлення і різноманіття петербурзької авангардної культури |            |
| Державний музей-інститут родини Реріхів                                                           | Васильєвський острів, 18-та лінія, 1                     | 2007           | У експозиції особисті речі, рукописи, живопис, декоративно-вжиткове мистецтво, археологічні знахідки, фотографії та інші експонати, пов'язані з життям і творчістю родини Реріхів                                                  |            |
| Музей дитячої творчості                                                                           | Можайская вулиця, 22, квартира 22                        | 1992           | Музей збирає і експонує дитяче образотворче та музична творчість. |            |

## Природничо-наукові музеї
| Назва                                                                                          | Місцезнаходження                            | Рік заснування | Короткий опис | Зображення |
| ---------------------------------------------------------------------------------------------- | ------------------------------------------- | -------------- | --- | ---------- |
| Російський державний музей Арктики і Антарктики                                                | вулиця Марата, 24а                          | 1930           | У музеї проводяться екскурсії, присвячені природі та дослідженям Арктики та Антарктики, історії відкриття та освоєння Північного морського шляху |            |
| Музей гігієни Центру медичної профілактики                                                     | Італійська вулиця, 25                       | 1918           | Експозиція музею розповідає про анатомію та фізіологію людини, боротьбу з шкідливими звичками, про статеве виховання, профілактику СНІДу, радіаційну гігієну |            |
| Ботанічний музей Ботанічного інституту ім. В. Л. Комарова РАН                                  | вулиця Професора Попова, 2                  | 1823           | Ботанічний музей має в своєму розпорядженні колекції зразків деревини та насіння рослин, їхні викопні рештки та вироби з господарсько-цінних рослин, а також включає фототеку й архів документів. Ботанічний сад                                                          |            |
| Центральний музей ґрунтознавства ім. В. В. Докучаєва                                           | Біржовий проїзд, 6                          | 1904           | Експозиція дає уявлення про ґрунт як особливе природне тіло, про еколого-географічні закономірності ґрунтоутворення, про ґрунти світу, Росії, про перетворення ґрунтового покриву та формування окультурених ґрунтів, про порушення ґрунтового покриву та охорони ґрунтів |            |
| Музей Гірничого інституту                                                                      | 22-га лінія Васильєвського острова, 1       | 1774           | Музей зберігає унікальні колекції мінералів, руд, гірських порід, палеонтологічних залишків, має велику збірку моделей і макетів з історії гірничої та гірничозаводської техніки, холодної зброї, виробів каменерізного та ювелірного мистецтва.                          |            |
| Центральний науково-дослідний геологорозвідувальний музей ім. академіка Ф. Н. Чернишова        | Васильєвський острів, Середній проспект, 74 | 1914           | Музей надає інформацію по геологічну будову, історію геологічного розвитку і родовищ корисних копалин усіх регіонів Росії та країн СНД |            |
| Зоологічний музей Зоологічного інституту РАН                                                   | Університетська набережна, 1                | 1832           | Тут виставлено близько 30 тисяч екземплярів тварин з усіх районів Земної кулі |            |
| Музей-архів Д. І. Менделєєва Санкт-Петербурзького Державного Університету                      | Університетська набережна, 7-9              | 1949           | Експозиція музею, розташованого в квартирі вченого в Санкт-Петербурзькому університеті, докладно розповідає про життя і діяльність Д. І. Менделєєва. |            |
| Метрологічний музей ДЕРЖСТАНДАРТУ Росії при ВНИИМ ім. Д. І. Менделєєва                         | Московський проспект, 19                    | 1928           | Експозиція, розташована в останній квартирі Д. І. Менделєєва, включає розділи «Російська система мір» і «Д. І. Менделєєв — основоположник наукової метрології» |            |
| Меморіальний музей-квартира академіка І. П. Павлова Інституту фізіології ім. І. П. Павлова РАН | Васильєвський острів, 7-ма лінія, 2         | 1949           | Інтер'єри, що дійшли до нашого часу в оригінальному вигляді, зберігають пам'ять про великого вченого, і є типовим зразком квартири петербурзького інтелігента середнього достатку кінця XIX — початку XX століття                                                         |            |
| Музей мандрівника П.К. Козлова                                                                 | Смольний проспект, 6, квартира 32           | 1989           | Експозиція музею включає розділи: передпокій, робочий кабінет П. К. Козлова, кімната історії російських експедицій в Центральної Азії, тибетська кімната, кімната тимчасових виставок.                                                                                    |            |
| Музей Російського Географічного товариства                                                     | провулок Гривцова, 10                       | 1986           | Окрім документальних матеріалів відвідувачі музею можуть ознайомитися з картами, експонатами, привезеними з експедицій, предметами мистецтва, а також особистими речами мандрівників.                                                                                     |            |

## Літературні музеї
| Назва                                                                                             | Місцезнаходження                                      | Рік заснування | Короткий опис | Зображення |
| ------------------------------------------------------------------------------------------------- | ----------------------------------------------------- | -------------- | --- | ---------- |
| Всеросійський музей А. С. Пушкіна                                                                 | набережна річки Мойки, 12                             | 1879           | Літературно-монографічна експозиція "А. С. Пушкін. Життя і творчість " |            |
| Меморіальний Музей-квартира О. С. Пушкіна (філія Всеросійського музею А. С. Пушкіна)              | набережна річки Мойки, 12                             | 1927           | Музей відтворює в своєму первісному вигляді квартиру А. С. Пушкіна, де можна побачити речі, що належали його сім'ї, друзям і знайомим.                                                                  |            |
| Меморіальний Музей-Ліцей (філія Всеросійського музею О. С. Пушкіна)                               | Пушкін, Садова вулиця, 2                              | 1974           | Музей відтворює обстановку, в якій жили й навчалися ліцеїсти, як виявилося найблискучішого випуску, названого згодом «пушкінським».                                                                     |            |
| Музей-дача А. С. Пушкіна (філія Всеросійського музею О. С. Пушкіна)                               | Пушкін, Пушкінська вулиця, 2 / 19                     |                | Відтворені інтер'єри кімнат, а також матеріали, представлені в експозиції музею, розповідають про життя і творчість поета.                                                                              |            |
| Музей-садиба Г. Р. Державіна (філія Всеросійського музею О. С. Пушкіна)                           | набережна річки Фонтанки, 118                         | 2003           | Музей відтворює міську садибу XVIII століття, що складається з цілого комплексу будівель. |            |
| Музей-квартира Н. А. Некрасова (філія Всеросійського музею О. С. Пушкіна)                         | Ливарний проспект, 36                                 | 1946           | Музей, присвячений життю і творчості російського поета Миколи Некрасова |            |
| Літературно-меморіальний музей Анни Ахматової в Фонтанному Будинку                                | набережна річки Фонтанки, 34, південний флігель       | 1989           | Музей поділяється на меморіальну частину, яка відтворює квартиру Пуніна — Ахматової 1920-х—1940-х років, та літературно-історичну частину під назвою "Я пам'ятаю все в один і той же час … " (Ахматова) |            |
| Меморіальний музей-квартира Л. М. Гумільова (філія Музею Анни Ахматової)                          | Коломенська вулиця, 1 / 15                            | 2003           | Квартира відомого вченого — історика, географа, етнолога та тюрколога Льва Миколайовича Гумільова |            |
| Музей «Анна Ахматова. Срібний вік»                                                                | Автовская вулиця, 14                                  | 1980           | Музей присвячений поетесі А. Ахматовій та родині Гумільових. |            |
| Музейна експозиція «Анна Ахматова. Царське Село»                                                  | Пушкін, Леонтієвська вулиця, 17                       | 1980           | В експозиції показані етапи біографії Ахматової, творчий шлях поетеси та те місце, яке займало в її поезії Царське Село.                                                                                |            |
| Літературно-меморіальний музей Ф. М. Достоєвського                                                | Ковальський провулок, 5 / 2                           | 1971           | Музей складається з меморіальної квартири Ф. М. Достоєвського, літературної експозиції, присвячена життю і творчості письменника                                                                        |            |
| Державний літературний музей «ХХ століття»                                                        | Мала Конюшенна вулиця, 4 / 2, квартира 119 (3 поверх) | 1988           | Експозиції "Життя і творчість М. Зощенка ", " Письменник і влада ", літературна ситуація 20-го століття в Петрограді-Ленінграді.                                                                        |            |
| Музей В. В. Набокова Факультету філології і мистецтв Санкт-Петербурзького державного університету | Велика Морська вулиця, 47                             | 1998           | Експозиції представлена літературними та художніми виставками, пов'язаними зі спадщиною В. Набокова |            |
| Музей-квартира О. О. Блока (філія Державного музею історії Санкт-Петербурга)                      | вулиця Декабристів, 57                                | 1980           | Музей складається з меморіальної квартири зі справжніми предметами обстановки і оздоблення, що належали поетові, та літературної експозиції, що розповідає про його життя і творчість                   |            |
| Літературний музей Інституту російської літератури РАН ("Пушкінський дім ")                       | набережна Макарова, 4                                 | 1905           | У наш час[коли?] відкриті зал літератури Срібного віку та виставка із зібрання Ф. Фідлера |            |

## Театральні і музичні музеї
| Назва | Місцезнаходження             | Рік заснування | Короткий опис | Зображення |
| --- | ---------------------------- | -------------- | --- | ---------- |
| Санкт-Петербурзький державний Музей театрального і музичного мистецтва                                     | площа Островського, 6        | 1908           | Експозиції: «Шукання театру епохи Срібного віку», «Театральний авангард 1920-1930-х років» і «Радянський театр за „залізною завісою“»                                                                                         |            |
| Меморіальний музей-квартира М. А. Римського-Корсакова (філія Музею СПб театрального і музичного мистецтва) | Заміський проспект, 28       | 1971           | Музей дає уявлення про багатогранну діяльність Н. А. Римського-Корсакова — композитора, педагога, диригента |            |
| Меморіальний музей-квартира сім'ї акторів Самойлових (філія Музею СПб театрального і музичного мистецтва)  | Стременний вулиця, 8         | 1994           | Експозиція, присвячена петербурзької театральній культурі XIX — початку XX століття |            |
| Шереметьєвський палац — Музей музики (філія Музею СПб театрального і музичного мистецтва)                  | набережна річки Фонтанки, 34 | 1995           | Виставка «Шереметєв і музичне життя Петербурга XVIII — початку XX століття» |            |
| Будинок-музей Ф. І. Шаляпіна (філія Музею СПб театрального і музичного мистецтва)                          | вулиця Графтіо, 2б           | 1975           | Перед відвідувачами постає світ художніх і людських уподобань артиста |            |
| Музей циркового мистецтва при Великому Санкт-Петербурзькому цирку                                          | набережна річки Фонтанки, 3  | 1928           | Збірка Музею нараховує понад 100 тисяч одиниць зберігання: бібліотека, фототека, відеотека; фонди живопису та графіки, плакатів, циркових програмок, скульптури та дрібної пластики, костюмів і реквізиту.                    |            |
| Петербурзький Музей кіно                                                                                   | Керування вулиця, 12         | 2001           | Музей пропонує до показу класику російського і радянського кіно, зарубіжного кіно. ретроспективи та цикли фільмів за темами, що проводяться музеєм, допомагають скласти уявлення про найкращі зразки кінокультури всіх часів. |            |

## Етнографічні та археологічні музеї
| Назва                                                                                       | Місцезнаходження             | Рік заснування | Короткий опис | Зображення |
| ------------------------------------------------------------------------------------------- | ---------------------------- | -------------- | --- | ---------- |
| Музей антропології і етнографії імені Петра Великого Російської академії наук (Кунсткамера) | Університетська набережна, 3 | 1726           | Має унікальну колекцією предметів старовини, які розкривають історію і побут багатьох народів. Музей відомий своєю колекцією «виродків» — анатомічних аномалій. Тут також знаходиться Музей М. В. Ломоносова |            |
| Російський етнографічний музей                                                              | Інженерна вулиця, 4 / 1      | 1934           | У залах музею можна ознайомитися зі споконвічною культурою різних народів старої та нової Росії, їхнім побутом, звичаями, світоглядом.                                                                       |            |
| Музей «Нієншанц»                                                                            | Англійська набережна, 6      | 2003           | Експозиція складається з пам'яток археології, виявлених в ході вивчення території в гирлі річки Охти на початку 1990-х років                                                                                 |            |

## Історико-побутові музеї
| Назва                                                | Місцезнаходження                             | Рік заснування     | Короткий опис | Зображення |
| ---------------------------------------------------- | -------------------------------------------- | ------------------ | --- | ---------- |
| Санкт-Петербурзький музей іграшки                    | Набережна річки Карпівки, 32                 | 1997               | Музей показує іграшку не тільки як унікальне явище матеріальної культури, але і як особливий вид мистецтва, в якому сплітаються стародавні національні традиції та найсучасніші художні течії. |            |
| Санкт-Петербурзький музей хліба                      | Ліговський проспект, 73                      | 1988               | Єдиний в Росії та тринадцятий у світі музей хліба |            |
| Музей кави                                           | набережна Робесп'єра, 14                     | align ="right"2008 | Експозиції Музею присвячені давнім легендам та історії кави, процесу її виробництва та культурі споживання цього напою.                                                                        |            |
| Музей російської горілки                             | Кінногвардійський бульвар, 4                 | 2008               | Експозиція знайомить своїх гостей з напоєм, який став невід'ємною частиною і обов'язковим атрибутом найважливіших подій не лише російського життя.                                             |            |
| Санкт-Петербурзький музей ляльок                     | Камська вулиця, 8                            | 1998               | В експозиції понад 5000 експонатів. Це традиційні, сувеніри, авторські ляльки, створені найкращими сучасними художниками                                                                       |            |
| Музей сновидінь Фрейда                               | Великий проспект Петроградської сторони, 18А | 1999               | Експозиція музею — це тотальна інсталяція, розрахована на активне фантазування відвідувачів музею. Відвідувачі, таким чином, є головними експонатами музею.                                    |            |
| Музей Історії Фотографії                             | вулиця професора Попова, 23                  | 2003               | Постійна експозиція «Образ фотографії в XIX та XX століття» включає всі основні етапи розвитку фотографії як технологічного процесу.                                                           |            |
| Російське село - Шуваловка                           | Стрільна, Санкт-Петербурзьке шосе, 111       | ?                  | Представлена життя російського села, його побут і традиції. Ви відвідаєте Кузню, Гончарну Майстерню, Селянську Хату, Дім ремесел, вітряк, Лодію та церкву на честь Різдва Пресвятої Богородиці |            |
| Музей мікромініатюри «Російський Шульга»             | Невський проспект, 81                        | 2006               | У основі експозиції унікальна колекція мікромініатюр сибірського умільця Володимира Аніськіна                                                                                                  |            |
| Народний літературний музей Остапа Бендера           | Сестрорецк, вулиця Токарева, 10              | 1995               | У музеї зібрана дивовижна колекція «справжніх речей вигаданого героя». |            |
| Приватний музей грамофонів і фонографів              | Велика Пушкарська вулиця, 47                 | 1997               | Збірка приватного музею дає можливість познайомитися з історією відкриття фонографів і грамофонів. У експозиції вииставлено понад триста експонатів. що пройшли ретельну реставрацію.          |            |
| Санкт-Петербурзький музей історії професійної освіти | Вулиця Марата, 64                            | 1980               | Експозиція присвячена витокам і накопиченому досвіду розвитку профосвіти в Росії, починаючи від Петра I.                                                                                       |            |
| Музей історії Кронштадта                             | Кронштадт. вул. Ленінградська, 2             | 1991               | Музей розповідає про освоєння острова Котлін, будівництво та розвиток міста, про побут і культуру городян.                                                                                     |            |
| Музей історії Павловська                             | Павловськ. Піщаний провулок, 11/16           | 2003               | В експозиції представлені документи, карти і плани місцевості, рідкісні старі фотографії та листівки, портрети власників Павловська.                                                           |            |
| Краєзнавчий музей Ломоносова                         | Ломоносов, вул. Єленінська, 25               | 1974               | Представлена виставка «Сторінки літопису історії Оранієнбаума — Ломоносова». Колекція предметів побуту, інтер'єру різних епох XIX—XX ст.                                                       |            |
| Історико-літературний музей міста Пушкіна            | Пушкін, Леонтієвська вулиця, 28              | 1977               | Експозиція з історії Царського Села та життя історичних діячів, що мешкали в ньому. |            |

## Музеї політичної історії та історії релігії
| Назва                                                                                                 | Місцезнаходження                                                          | Рік заснування | Короткий опис | Зображення |
| --- | ------------------------------------------------------------------------- | -------------- | --- | ---------- |
| Державний музей історії релігії                                                                       | Поштамтська вулиця, 14                                                    | 1932           | Єдиний в Росії та один з небагатьох музеїв у світі, експозиція якого представляє історію виникнення й розвитку релігії |            |
| Петропавлівська фортеця (філія Державного музею історії Санкт-Петербурга)                             | Петропавлівська фортеця, 3                                                | 1924           | Можна відвідати Петропавлівський собор, тюрму Трубецького бастіону, «Невську панораму», виставкові зали потерни та Государевий бастіон, «дзвіницю Петропавлівського собору», «Друкарню»                                                               |            |
| Особняк Румянцева (філія Державного музею історії Санкт-Петербурга)                                   | Англійська набережна, 44                                                  | 1946           | Експозиції" Особняк Румянцева. Історія будівлі та власників ", " НЕП. Образ міста і людини ", «Ленінград у роки Великої Вітчизняної війни» |            |
| Музей-квартира С. М. Кірова (філія Державного музею історії Санкт- Петербурга)                        | Камінноостровський проспект, 26-28                                        | 1956           | Експозиції "Меморіальна квартира С. М. Кірова ", " Ленінград в 1920-1930-ті роки ", " За дитинство щасливе наше … " |            |
| Музей друкарства (філія Державного музею історії Санкт-Петербурга)                                    | Набережна річки Мойки, 32                                                 | 1984           | Експозиція музею складається з трьох частин: «Видавництво і друкарня почала XX століття», «Історія друкарської справи в Петербурзі в XVIII століття» і " Музичний салон ".                                                                            |            |
| Державний краєзнавчий музей «Нарвская застава»                                                        | вулиця Івана Чорних, 23                                                   | 1990           | У основі експозиції лежить історія дороги вздовж південно-західного берега Фінської затоки, починаючи з VIII століття дотепер |            |
| Історико-краєзнавчий музей «Невська застава»                                                          | Ново-Олександрівська вулиця, 23                                           | 1995           | Музей розповідає про революційну історії Невської застави. У 1894-1895 роках тут проводилися заняття марксистського гуртка, яким керував В. І. Ульянов.                                                                                               |            |
| Державний музей політичної історії Росії                                                              | вулиця Куйбишева, 2-4                                                     | 1957           | Експозиція розповідає про політичне, економічне і соціального життя суспільства в Росії XIX — XXI століття |            |
| Музей історії парламентаризму в Росії і країнах СНД                                                   | шпалерна вулиця, 47                                                       | 2005           | Музей розташований в будівлі Таврійського палацу. Експозиція розповідає про створення та роботу першої в Росії Державної думи. |            |
| Дитячий музейний центр історичного виховання (філія Державного музею політичної історії Росії)        | Болотяна вулиця, 13                                                       | 1998           | В ігровій формі дітям розповідається про історію. |            |
| Горохова, 2. Музей історії політичної поліції Росії (філія Державного музею політичної історії Росії) | Адміралтейський проспект, 6                                               | 1994           | «Історія політичної поліції Росії XIX — початку XX століття», «ВЧК і діяльність Петроградської ЧК», «КДБ СРСР: люди, долі, операції», "Від плану «Д» до зняття блокади. Ленінградське управління НКВД та СМЕРШ у документах і обличчях. 1941-1944 и " |            |
| Державний меморіальний музей А. В. Суворова                                                           | Кірочная вулиця, 43                                                       | 1904           | Музей, присвячений пам'яті генералісимуса А. В. Суворова |            |
| Меморіальний музей «Різночинний Петербург»                                                            | Великий Козачий провулок, 7                                               | 1938           | Експозиції: історична експозиція «Навколо Семенівського плацу», меморіальна квартира В. І. Ульянова, документальна експозиція «Вибір шляху», «блокадна кімната сім'ї А. Н. Агте»                                                                      |            |
| Санкт-Петербурзький музей воскових фігур                                                              | Невський проспект, 35, "Гостинний Двір ", перина лінія, 2 поверх, Галерея | 1990           | Колекція музею тематично поділяється на розділи, найбільшим з яких є розділ, присвячений російської історії (від перших правителів Русі до політиків наших днів)                                                                                      |            |
| Історичний музей воскових фігур                                                                       | Невський проспект, 41                                                     | 1988           | Більше двохсот експонатів, що зображують людей, які увійшли в історію — починаючи з часів Івана Грозного й закінчуючи «перебудовою». |            |
| Державний історико-меморіальний Санкт-Петербурзький музей «Смольний»                                  | площа Пролетарської Диктатури, 3, Смольний                                | 1991           | Музей розповідає про історію будівлі, яка стала відомою як штаб більшовицького перевороту 1917 року |            |
| Музей-квартира Єлізарова (філія Державного музею «Смольний»)                                          | Широка вулиця, 52, квартира 24                                            | 1927           | Експозиція музею розповідає про родину Ульянових-Єлізарова, і діяльності Леніна в Петрограді в квітні-липні 1917. |            |
| Музей-квартира Аллілуєва (філія Державного музею «Смольний»)                                          | 10-та Радянська вулиця, 17, квартира 20                                   | 1938           | Музей пов'язаний з іменами таких політичних діячів, як Ленін та Сталін. Крім того, в музеї представлений побут кваліфікованого петербурзького робітника початку XX століття.                                                                          |            |
| Меморіальний музей-квартира св. Іоанна Кронштадтського                                                | Кронштадт, Посадська вулиця, 21                                           | 1999           | Тут служать молебні та панахиди, розповідають про праведне життя св. Іоанна Кронштадтського. |            |
| Юсуповський палац на Мойці                                                                            | набережна річки Мойки, 94                                                 | 1990-ті роки   | Архітектурний ансамбль XVIII-XX століття, Експозиція «Вбивство Григорія Распутіна» |            |

## Музеї історії блокади Ленінграду та Другої світової війни
| Назва | Місцезнаходження                 | Рік заснування | Короткий опис | Зображення |
| --- | -------------------------------- | -------------- | --- | ---------- |
| Державний меморіальний музей оборони і блокади Ленінграда                                                  | Соляний провулок, 9              | 1946           | Музей присвячений історії Ленінградської битви в роки Другої світової війни |            |
| Меморіальний комплекс «Підводний човен Д-2» Народоволець "" (філія Центрального військово-морського музею) | Шкіперська протока, 10           | 1994           | Експозиція присвячена історії підводного човна Д-2 та радянським морякам-підводникма в роки Другої світової війни.                                                                                  |            |
| Музей підводних сил Росії ім. А. І. Маринеско                                                              | Кондратьєвський проспект, 83 / 1 | 1997           | Музей як історико-культурний комплекс складається з двох експозиційних залів: кают-компанії і зовнішнього майданчика з рубкою підводного човна, зразками зброї та предметами флотського призначення |            |
| Народний музей «А музи не мовчали …»                                                                       | Набережна річки Пряжки, 2-4,6    | 1968           | Музей присвячений культурі та мистецтву Ленінграду періоду Великої Вітчизняної війни |            |

## Військово-історичні музеї
| Назва                                                                                                | Місцезнаходження                                          | Рік заснування | Короткий опис | Зображення |
| --- | --------------------------------------------------------- | -------------- | --- | ---------- |
| Військово-історичний музей артилерії, інженерних військ та військ зв'язку                            | Олександрівський парк, 7                                  | 1703           | Музей володіє величезними колекціями артилерії, стрілецької та холодної зброї, військово-інженерної техніки, коштів військового зв'язку, бойових прапорів, військової форми одягу.                                                            |            |
| Музей історії кадетських корпусів Росії (філія Музею артилерії, інженерних військ та військ зв'язку) | Садова вулиця, 26, в будівлі Мальтійської капели          | ? рік          | Мальтійська капела відкрита для організованих екскурсійних груп, які можуть ознайомитися з цим унікальним архітектурно-художнім пам'ятником                                                                                                   |            |
| Центральний військово-морський музей                                                                 | Біржова площа, 4. Переїжджає: набережна Крюкова каналу, 2 | 1805           | Музей розповідає про історію російського флоту |            |
| Крейсер «Аврора» (філія Центрального військово-морського музею)                                      | Петроградська набережна, Крейсер «Аврора»                 | 1956           | Експозиції" 100-річна історія крейсера «Аврора» ", « Російська корабельна техніка почала XX століття а (екскурсія в машинне та котельне відділення)», «Артилерія, бойова рубка і радіостанція крейсера (екскурсія по палубі і цих приміщень)» |            |
| Музей «Кронштадтська фортеця» (філія Центрального військово-морського музею)                         | Кронштадт, Якірна площа, 1, Морський Нікольський собор    | 1980           | З червня 2009 року закритий для відвідування на час проведення ремонтно-реставраційних робіт |            |
| Військово-медичний музей Міністерства оборони Російської Федерації                                   | Лазаретний провулок, 2                                    | 1942           | Музей представляє експозицію, присвячену історії російського охорони здоров'я і військової медицини |            |
| Корабель-музей фрегат «Штандарт»                                                                     | Шкіперська протока, 10                                    | 1999           | Копія петровського фрегат а 1703 а. У зв'язку з тривалим закордонним плаванням до вересня 2011 року екскурсії на корабель в Санкт-Петербурзі проводитися не будуть.                                                                           |            |

## Музеї-пам'ятники
| Назва                                                                                      | Місцезнаходження                                  | Рік заснування | Короткий опис | Зображення |
| ------------------------------------------------------------------------------------------ | ------------------------------------------------- | -------------- | --- | ---------- |
| Державний музей-пам'ятник «Ісаакієвський собор»                                            | Ісаакіївська площа, 4                             | 1928           | Музей знайомить з художнім оздобленням інтер'єру Ісаакіївського собору як із зразком синтезу різних видів монументально-декоративного мистецтва                                                                         |            |
| Музей-пам'ятник «Сампсоніївський собор» (філія Музею-пам'ятника «Ісаакіївський собор»)     | Великий Сампсоніївський проспект, 41              | 2000           | Собор пропонує програми «Вечірній храм», «Різдвяне диво» |            |
| Музей-пам'ятник «Спас на Крові» (філія Музею-пам'ятника «Ісаакіївський собор»)             | набережна каналу Грибоєдова, 2                    | 1997           | Експозиція знайомить з історією створення храму-пам'ятника та унікальним зібранням його мозаїк |            |
| Концертно-виставковий зал «Смольний собор» (філія Музею-пам'ятника «Ісаакіївський собор»)  | площа Растреллі, 1                                | 1990           | Оглядовий майданчик на дзвіниці собору з панорамою закруту Неви і видами на інші пам'ятки Санкт-Петербурга |            |
| Музейний комплекс «Всесвіт Води»                                                           | Шпалерна вулиця, 56                               | 2003           | Експозиція розповідає про історію водогонів у різних народів та історію водопостачання в Санкт-Петербурзі. |            |
| Піскарьовське меморіальне кладовище                                                        | проспект Нескорених, 72                           | 1960           | На кладовищі 186 братських могил, де поховано 420 000 жителів міста та 70 тисяч воїнів-захисників Ленінграда. При вході на цвинтар — музей, присвячений Ленінградської блокади, де знаходиться щоденник Тані Савичевої. |            |
| Історико-культурний музейний комплекс у Розливі                                            | Сестрорецьк, станція Розлив, вулиця Ємельянова, 3 | 1928           | Включає в себе два музейних об'єкту: «Сарай Леніна» та «Курінь Леніна» |            |
| Монумент героїчним захисникам Ленінграда (філія Державного музею історії Санкт-Петербурга) | площа Перемоги                                    | 1975           | Меморіал «Героїчним захисникам Ленінграда» |            |
| Будиночок Петра I (філія Державного Російського музею)                                     | Петровська набережна, 6                           | 1723           | Перше житловий будинок і єдина збережена дерев'яна будівля Санкт-Петербурга в якій жив Петро I |            |
| Музей-некрополь «літераторські містки» (філія Державного музею міської скульптури)         | розлучається вулиця, 30                           | 1935           | Ділянка Волковського цвинтаря, на якому поховано багато російських і радянських письменників, музикантів, акторів, архітекторів, науковців та громадських діячів, а також мати В. І. Ульянова та його сестри            |            |
| Нарвські тріумфальні ворота (філія Державного музею міської скульптури)                    | площа Страйків                                    | 1987           | В експозиції представлена атрибутика франко-російської війни 1812 року, проводяться тематичні виставки |            |

## Палацово-паркові музеї-заповідники
| Назва                                                                         | Місцезнаходження              | Рік заснування | Короткий опис | Зображення |
| ----------------------------------------------------------------------------- | ----------------------------- | -------------- | --- | ---------- |
| Державний музей-заповідник «Царське Село»                                     | Пушкін, Садова вулиця, 7      | 1918           | Пам'ятник світової архітектури і садово-паркового мистецтва XVIII — початку XX століття а: Великий Катерининський палац, Олександрівський палац, Катерининський парк, Олександрівський парк. |            |
| Державний музей-заповідник «Павловськ»                                        | Павловськ, вул. Садова, д. 20 | 1978           | Палацово-парковий ансамбль кінця XVIII — початку XIX століття а, що включає Павловський палац і Павловський парк. |            |
| Палацово-парковий ансамбль «Петергоф» (музей-заповідник «Петергоф»)           | Петергоф, Нижній парк         | 1918           | Пам'ятник світової архітектури і палацово-паркового мистецтва XVIII — XIX століття ів: Великий Петергофський палац, Музей «Особлива комора», Гроти Великого каскаду, палац «Монплезір», Східний і Західний Вольєри, музеї «Катерининський корпус», «Банний корпус», палац «Марлі», павільйон «Ермітаж» і музей «Імператорські яхти» |            |
| Колоністський парк (філія Музею-заповідника «Петергоф»)                       | Петергоф, колоністських парк  | 2005           | На островах Ольгиного ставка розташовані Царицин і Ольжин павільйони |            |
| Палацово-парковий ансамбль «Олександрія» (філія Музею-заповідника «Петергоф») | Петергоф, Олександрія         | 1926           | Приморський пейзажний парк на березі Фінської затоки: палац Котедж, Готична Капела, Фермерський палац, Телеграф |            |
| Музей родини Бенуа (філія Музею-заповідника «Петергоф»)                       | Петергоф, Верхній сад         | 1988           | Експозиція музею знайомить з різноманітними явищами російської та світової художньої житті другої половини XIX — XX століття ів |            |
| Музей велосипедів (філія Музею-заповідника «Петергоф»)                        | Петергоф, Верхній сад         | 2004           | У музеї представлено 12 велосипедів, на яких колись алеями петергофских парків каталися російські імператори та їхні діти. |            |
| Музей колекціонерів (філія Музею-заповідника «Петергоф»)                      | Петергоф, Верхній сад         | 2003           | Колекція, сформована на основі дарів та заповітів відомих ленінградських колекціонерів подружжя Тимофєєва та І. М. Езраха, що складається з творів живопису та декоративно-вжиткового мистецтва |            |
| Музей гральних карт (філія Музею-заповідника «Петергоф»)                      | Петергоф, Верхній сад         | 2007           | Це єдиний у Росії музей, присвячений історії гральних карт. |            |
| Палацово-парковий ансамбль «Оранієнбаум» (філія Музею-заповідника «Петергоф») | Ломоносов                     | 1922           | Палацово-парковий ансамбль XVIII — початку XX століття: Верхній і Нижній пейзажні регулярні парки, Великий (Меншиковський) палац, Палац Петра III, Китайський палац, павільйони «Катальна гірка» і «Кам'яна зала» |            |
| Палацово-парковий ансамбль «Стрільна» (філія Музею-заповідника «Петергоф»)    | Стрільна                      | 2003           | Палацово-парковий ансамбль XVIII-XIX століття: Костянтинівський палац, Палац Петра I, Костянтинівський парк. |            |

## Музеї науки і техніки
| Назва | Місцезнаходження                              | Рік заснування | Короткий опис | Зображення |
| --- | --------------------------------------------- | -------------- | --- | ---------- |
| Центральний музей зв'язку імені О. С. Попова                                                               | Почтамтскій провулок, 4                       | 1877           | Унікальна колекція Музею, присвячена історії розвитку засобів зв'язку в Росії, складається з понад 8 мільйонів одиниць зберігання.                                                                                              |            |
| Меморіальний музей А. С. Попова при ЛЕТІ                                                                   | вулиця професора Попова, 5, корпус 1          | 1948           | Музей включає музей-лабораторію і музей-квартиру О. С. Попова, російського вченого-фізика, одного з основоположників радіотехніки                                                                                               |            |
| Меморіальний музей-кабінет О. С. Попова                                                                    | Кронштадт, Макарівська вулиця, 1 / 3          | 1906           | Музей розташований в будівлі Мінного офіцерського класу, в якому викладав О. С. Попов і де до весни 1895 року він створив перший у світі радіоприймач.                                                                          |            |
| Центральний музей залізничного транспорту МШС Росії                                                        | Садова вулиця, 50                             | 1813           | Музей розповідає про транспортну науку і залізничний транспорт |            |
| Музей міського електричного транспорту                                                                     | Васильєвський острів, Середній проспект, 77   | 2008           | експозиції з історії трамвайного і тролейбусного руху в місті, роботи парків та рухомого складу, ретро рухомий музейний склад (трамвайні вагони і тролейбусні машини)                                                           |            |
| Центральний музей Жовтневої залізниці                                                                      | набережна Обвідного каналу, 114               | 1978           | Музей присвячений залізницям, рухомому складу і всьому, що з цим пов'язано. |            |
| Музей залізничної техніки (філія Музею Жовтневої залізниці)                                                | набережна Обвідного каналу, 118               | 2006           | На коліях колишнього Варшавського вокзалу, просто неба, розташувався музей, де розміщені експонати, що розповідають про історію паровозо- та вагонобудування в Росії                                                            |            |
| Криголам «Красін» (філія Музею Світового океану в Калінінграді)                                            | набережна Лейтенанта Шмідта, 23-тя лінія      | 1995           | Відвідавши музей, можна доторкнутися до живої історії та відчути справжню романтику полярних досліджень. |            |
| Музей Петербурзького метрополітену                                                                         | вулиця Одоєвського, 29                        | 2005           | Музей розповідає відбиту, написану і втілену 50-річну історію метро в Санкт-Петербурзі |            |
| Музей космонавтики і ракетної техніки імені В. П. Глушко (філія Державного музею історії Санкт-Петербурга) | Петропавлівська фортеця, Іоаннівський равелін | 1960           | Експонується справжній спусковий апарат космічного корабля «Союз-16», скафандри космонавтів, зразки продуктів харчування, льотні костюми.                                                                                       |            |
| Астрономічний музей Головної (Пулковської) обсерваторії РАН                                                | Пулковське шосе, 65                           | 1992           | Музей, де можна ознайомитися з історією та найсучаснішими досягненнями світової астрономії. |            |
| Інтерактивний музей цікавої науки «ЛабірінтУм»                                                             | Вулиця Льва Толстого, 9                       | 2010           | У музеї представлені експонати, за допомогою яких діти можуть у грі пізнавати закони фізики. У музеї три зали: зал з оптичними ілюзіями, зал з приладами, які стимулюють спільну діяльність дітей, і зал експериментів з водою. |            |

## Виставкові зали та комплекси
| Назва                                                                    | Місцезнаходження                            | Рік заснування | Короткий опис | Зображення |
| ------------------------------------------------------------------------ | ------------------------------------------- | -------------- | --- | ---------- |
| Ленекспо                                                                 | Васильєвський острів, Великий проспект, 103 | 1968           | Один з найбільших виставкових центрів Росії і найзначніший в Північно-західному регіоні країни                                                                                        |            |
| Центральний виставковий зал «Манеж»                                      | Ісаакіївська площа, 1                       | 1977           | Від камерних виставок до масштабних міжнародних проектів, від щорічних виставок-циклів до унікальних експозицій з приватних зібрань                                                   |            |
| Виставковий зал «Квіти»                                                  | шпалерна вулиця, 43                         | 1978           | На виставці можна побачити різні квіти, в тому числі й екзотичні. |            |
| Новий виставковий зал (філія Державного музею міської скульптури)        | Чернорецкій провулок, 2                     | 2002           | Регулярно проводяться виставки петербурзьких художників і скульпторів і організовуються тематичні експозиції на основі музейних фондів                                                |            |
| Галерея «Центр книги та графіки»                                         | Ливарний проспект, 55                       | 1998           | Щомісяця проходять дві-три виставки сучасного мистецтва (живопис, графіка, скульптура, декоративно-прикладні вироби)                                                                  |            |
| Виставковий центр Санкт-Петербурзького відділення Союзу художників Росії | Велика Морська вулиця, 38                   | 1932           | Виставковий центр запрошує відвідати художні виставки, концерти, творчі конкурси та інсталяції                                                                                        |            |
| Виставковий зал Уряду Ленінградської області «Смольний»                  | вулиця Смольного, 3                         | 2000           | Тут проводяться виставки, що представляють культурне життя Ленінградської області — культуру і побут народів, що населяють її, історію міст, замків, фортець, маєтків і великих людей |            |
| Арт-галерея «АРКА»                                                       | Велика Морська вулиця, 6                    | 2004           | Тематичні і персональні виставки проводяться щотри тижні. Відкриття виставки завжди супроводжується додатковим культурним заходом, що органічно поєднується з ідеєю виставки.         |            |
| Галерея ART re.FLEX                                                      | проспект Бакуніна, 5                        | 2006           | Галерея працює з петербурзькими і московськими художниками, виставляє зарубіжних авторів, співпрацює з іншими галереями, колекціонерами, художніми та культурними організаціями       |            |
| Арт-Центр «периною Ряди»                                                 | Думська вулиця, 4                           | 2010           | Галерея є виставковим майданчиком для високого мистецтва. |            |